# Карун Чандок
Карун Чандок (хинди: करुण चंडोक) е роден на 19 януари 1984 г. в Мадрас, Индия. Той е пилот от Формула 1. Дебютира във формула едно през 2010 г. за отбора на Хиспания. Записва единадесет участия в световния шампионат на Формула 1, като не успява да спечели точки.